# Janez Evangelist Rus
Janez Evangelist Rus, slovenski duhovnik, etnolog in igralec, * 31. marec 1980, Trbovlje.
Rojen v Trbovljah se je izobraževal v Ljubljani, Barceloni, Parizu in Bruslju ter je v katoliški skupnosti Emanuel odgovoren za duhovnike v Evropi. Je poliglot in tekoče govori nemško, angleško, špansko in katalonsko. Nastopil je tudi v dramskem filmu V leru (1999) in dokumentarnem filmu Pastir: Janez Frančišek Gnidovec (2015).

## Zgodnje življenje in izobrazba
Janez Rus se je rodil leta 1980 v Trbovljah v aktivno verno družino električarja Bojana in žene Irene Rus. Paru sta se pred Janezom rodila še sinova David in Luka, za Janezom pa še sin Jurij.
Osnovno šolo je obiskoval v rodnih Trbovljah. Od petega razreda dalje je nastopal v amaterskem gledališču, kjer je obiskoval gledališko skupino. Med ministrantskimi duhovnimi vajami, katerih se je udeležil v sedmem razredu osnovne šole, je prvič začutil klic v duhovništvo:
Med molitvijo me je nenadoma prevzela nekakšna moč, ki ni bila moja in ki sem jo doživel kot dotik Boga, bila pa je tako silna, da sem začel jokati. Nekaj takšnega te globoko zaznamuje. In tega nisem mogel pozabiti.— Janez E. Rus
Od 14. leta dalje je večino časa preživel zdoma. V dijaškem ter kasneje študentskem obdobju se je soočal tudi s pomisleki o svoji življenjski odločitvi. Proti koncu izobraževanja na Gimnaziji Želimlje se je udeležil več poletnih taborov z gledališkimi in občasno filmskimi delavnicami. Tako je pri sedemnajstih spoznal Natašo in Janeza Burgerja, ki sta mu ponudila vlogo v filmu V leru (1999), v katerem je nastopil v vlogi trboveljskega študenta Marka.

## Študij
V obdobju mature je bil glede življenjske poti razdeljen med gledališčem in duhovništvom. Vpisal se je na sprejemne izpite za smer režije na akademiji AGRFT, vendar si položaja režiserja ni niti približno predstavljal in ni bil pripravljen, zaradi česar tudi ni bil sprejet, vendar je na zavrnitev kasneje gledal s hvaležnostjo, saj po svojem mnenju ni bil vizionar. Po opravljeni maturi se je zaradi zanimanja za humanistiko vpisal na filozofsko fakulteto v Ljubljani, kjer je študiral etnologijo in kulturno antropologijo, tretji letnik pa je v okviru projekta Erazmus obiskoval v Barceloni, kjer je preživel eno leto. Tedaj se je zanj začel proces osebnega izpraševanja:
Kaj bom počel v življenju, sem se spraševal. In začel sem se pogovarjati z Bogom. »Vem, da imaš zame načrt, ki je idealen.« V roke sem vzel Sveto pismo, kot sem to sicer počel vedno, kadar sem bil v dilemi, in kar tako odprl. In odprlo se je poglavje: Veliki duhovnik Simeon, Janezov sin. Te besede so bile tako žive, da sem si dejal: »Veliki duhovnik bom, to bo to!«— Janez E. Rus
Septembra 2002 je po vrnitvi iz Španije, kjer je dognal, da antropologija ni njegovo življenje, v Ljubljani pristopil k spovedi, kjer se je dokončno odločil, da bo duhovnik. Leta 2004 je diplomiral iz etnologije in kulturne antropologije, nato pa se je za leto dni umaknil v Belgijo, kjer se je udeležil programa Skupnosti Emanuel, ki je bil namenjen premisleku mladih o odločitvi za duhovniški poklic. Leto po tem se je pridružil mednarodni katoliški skupnosti Emanuel in vstopil v ljubljansko bogoslovje. Tri leta je teologijo študiral v Ljubljani, nato pa še dve leti na jezuitski teološki šoli v Bruslju v Belgiji, kjer je tudi diplomiral.

## Duhovništvo
Leta 2010 je Rus vstopil v diakonat, v katerega je bil posvečen v Stiški baziliki. Opravljal ga je v Žireh. 29. junija naslednjega leta je v Ljubljani prejel mašniško posvečenje. Novo mašo v rodnih Trbovljah je imel 3. julija istega leta, na predvečer pa so ga župljani prvič sprejeli kot duhovnika. Kot darilo je prejel novomašni kelih. Kot duhovnik Ljubljanske nadškofije je bil njegov prvi položaj kaplana v župniji Ljubljana - Trnovo, kjer je deloval dve leti, nato pa še v Domžalah do leta 2014, ko je bil imenovan za župnijskega upravitelja in kasneje župnika v Blagovici in Šentožboltu. Leta 2015 je nastopil v glavni vlogi v dokumentarnem filmu Davida Sipoša Pastir: Janez Frančišek Gnidovec. Čeprav v filmu ne izgovori niti besede si nastop šteje za lepo izkušnjo.
Leta 2018 je od nadškofa Stanislava Zoreta prejel dovoljenje, da zapusti pastoralo v nadškofiji in prevzame poslanstvo v skupnosti Emanuel. To je pomenilo predvsem spremljanje šestih regijskih mladinskih ekip, odgovornost za mednarodne formacijske šole ter organizacijo svetovnega dneva mladih (SDM). To nalogo je od tedaj opravljal iz nemškega Münchna, kjer je bil nastanjen v župniji Gräfelfing.
Jeseni 2022 so mu odgovorni predlagali, da se vrne v Slovenijo in tam nadaljuje poslanstvo. Tako je bil nameščen v župnijo sv. Križa v Ljubljani, vendar je v Ljubljani zaradi nalog skupnosti razmeroma malo. V Skupnosti Emanuel je trenutno odgovoren za duhovnike na območju Evrope.

## Družabna omrežja
V prvih letih duhovništva je Rus bil zelo aktiven na omrežju Facebook. Ker je menil, da ni dobro, da je ves čas tako prisoten na družabnih omrežjih, si je profil zbrisal. Čez nekaj let se je Facebooku ponovno pridružil, vendar je profil kasneje ponovno zbrisal.
V sodelovanju s slovensko vejo spletnega katoliškega medija Aleteia je v obdobju 2018 - 2019 posnel več vlogov na portalu YouTube. V obdobju pandemije COVID-19 je na svojem YouTube kanalu imel prenose nedeljskih maš.

## Filmografija
- V leru (1999)
- Pastir: Janez Frančišek Gnidovec (2015)